# Mimosa canahuensis
Mimosa canahuensis är en ärtväxtart som beskrevs av Paul Carpenter Standley och Julian Alfred Steyermark. Mimosa canahuensis ingår i släktet mimosor, och familjen ärtväxter. Inga underarter finns listade i Catalogue of Life.